# Constructions d’Automobile de Bellevue

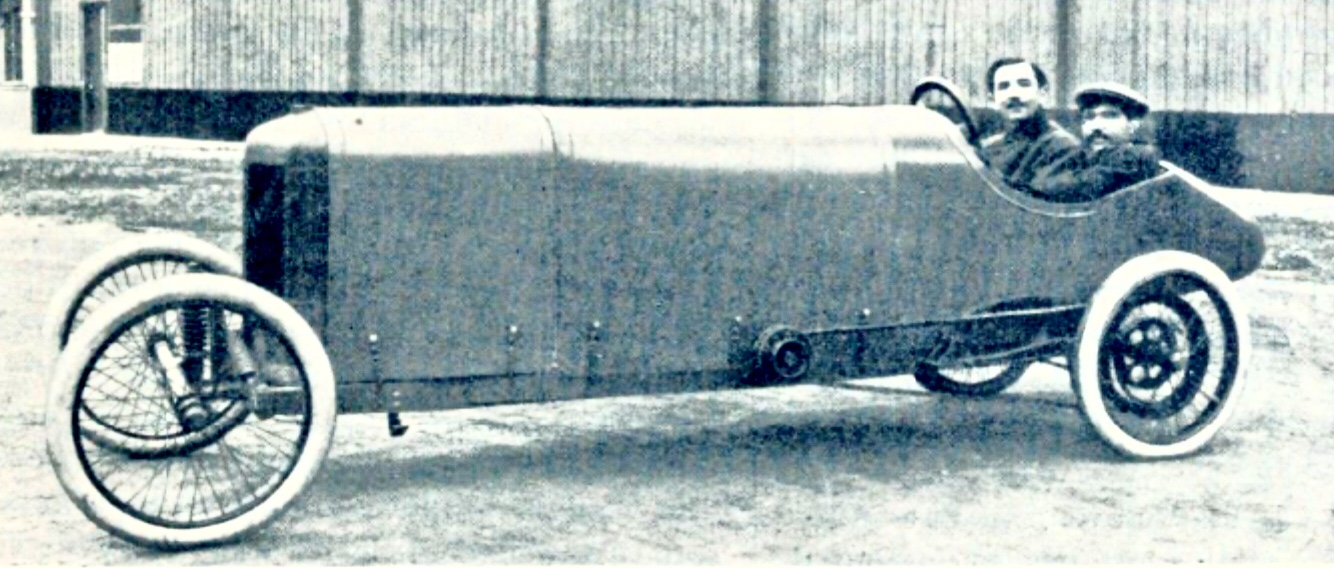
Automobilette um 1913

Constructions d’Automobile de Bellevue war ein französischer Hersteller von Automobilen.

## Unternehmensgeschichte
Das Unternehmen Coignet & Ducruzel aus Billancourt begann 1911 mit der Produktion von Automobilen. Die Markennamen lauteten Automobilette sowie zwischen 1912 und 1913 Coignet. 1919 erfolgte eine Umbenennung in Constructions d’Automobile de Bellevue und der Umzug nach Bellevue im Département Seine-et-Oise. 1924 endete die Produktion.

## Fahrzeuge
Das erste Modell war ein Cyclecar. Es bot wahlweise einer Person oder zwei Personen hintereinander Platz, wobei der Fahrer im zweisitzigen Modell hinten saß. In der Version 6/8 CV kam ein eigener Zweizylindermotor zum Einsatz. 1914 gab es auch die Versionen 6 CV mit einem Motor von Anzani und 10 CV mit einem eigenen Vierzylindermotor.
Nach dem Ersten Weltkrieg erschien ein Kleinwagen. Zur Wahl standen Vierzylindermotoren von Ruby mit 1095 cm³ Hubraum und Altos mit 1243 cm³ Hubraum.